# Кастелвекио (Л'Аквила)
Кастелвекио (итал. Castelvecchio) је насеље у Италији у округу Л'Аквила, региону Абруцо.
Према процени из 2011. у насељу је живело 62 становника. Насеље се налази на надморској висини од 944 м.